# Eurasia

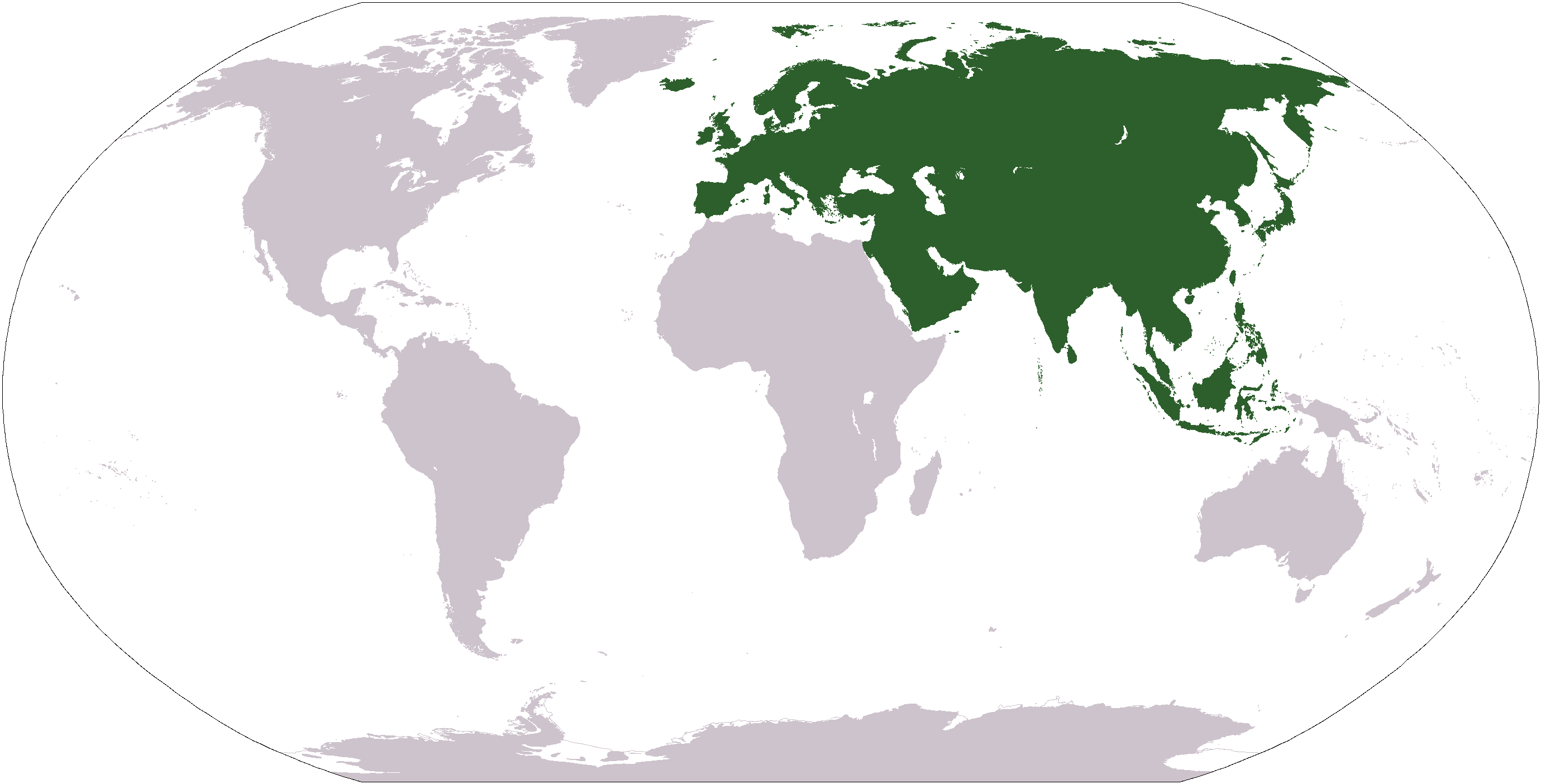
Poziția Eurasiei pe harta lumii

Eurasia este o masă continentală formată din Europa și Asia. Poate fi considerat ca un supracontinent, sau ca parte din supracontinentul Africa-Eurasia. De multe ori, Eurasia se referă la o regiune geopolitică care cuprinde statele între definițiile politice a Europei și a Asiei, sau state care fac parte din ambele continente (adică, Rusia și alte state ale fostei URSS).
Eurasia acoperă 54 de milioane de kilometri pătrați, adică 36,2% din întinderea globului și depășește peste 5,2 miliarde de locuitori, care formează aproximativ 65% din populația lumii, aceștia fiind numiți eurasieni. Acest termen desemnează și un metis, având unul dintre părinți de tip european, iar altul de tip asiatic. Teritoriul continentului cuprinde toate zonele naturale.
Din punct de vedere geologic, placa eurasică nu cuprinde nici sub-continentul indian, care face parte din Oceania, nici Peninsula Arabică (aceasta este așezată pe o placă tectonică detașată de Africa), nici Filipine, care sunt pe placa tectonică pacifică.
Clima este foarte variată, prezentând toate zonele (de la cea ecuatorială la cea aspră polară) și toate etajele climatice cunoscute pe Terra. Ea fiind influențată de marea expansiune a masei continentale și de vecinătatea celor patru oceane. Un rol deosebit îl au anticiclonul Asiei Centrale în timpul iernii și depresiunea barică din S Asiei, în timpul verii.
Vegetația este foarte variată, de la păduri ecuatoriale (în S) la tundră (în N) și de la vegetația din apropierea mării până la etajul golurilor alpine. Tundra, cu licheni, mușchi și arbori pitici (sub 1m înălțime), dezvoltată îndeosebi în partea nord asiatică. Pădurile de foioase de dezvoltă la S pădurii de conifere prezentând variante precum fagul, apoi stejarul, gorunul, plopul. În zona subtropicală vegetația este adaptată verilor fierbinți, secetoase iar pe țărmul Oc. Pacific se dezvoltă pădurea subtropicală musonică (arbori de canfor, mirt, magnolii).

## Alte sensuri
În romanul „O mie nouă sute optzeci și patru”, de George Orwell, Eurasia este unul dintre cele trei superstate, care își dispută supremația în lume, alături de Oceania și de Estasia.